# Guilherme de Hachberg-Sausenberg
Guilherme de Hachberg-Sausenberg (em alemão:  Wilhelm von Hachberg-Sausenberg; 11 de julho de 1406 – 15 de agosto de 1482) foi um nobre de origem alemã, que pertencia à Casa de Zähringen, e que foi Marquês de Hachberg-Sausenberg de 1428 até 1441.

## Biografia
Guilherme era o filho do marquês Rodolfo III de Hachberg-Sausenberg e de Ana de Friburgo, herdeira dos Condados de Friburgo e de Neuchâtel.

### Reinado
Guilherme casou-se com Isabel, filha do conde Guilherme VII de Montfort-Bregenz. Os seus sogros acabam por intervir dado o seu dispendioso estilo de vida, forçando-o a prometer não hipotecar os bens do dote sem o seu consentimento. Contudo, a sua prodigalidade acabou por implicar o divórcio em 1436 embora, antes, o casamento tenha produzido descendência.
Dada a constante pressão do credores, a solução encontrada para preservar o património familiar foi a sua abdicação em 21 de junho de 1441 a favor dos seus 2 filhos, Rodolfo. Um vez que os dois ainda eram menores, a regência foi atribuída ao seu primo João, Conde de Friburgo .

### Diplomata
Foi através do seu primo João, Conde de Friburgo e de Neuchâtel, que Guilherme teve acesso à corte do poderoso duque de Borgonha, em Dijon. Durante o Concílio de Basileia, ele foi chamado como mediador entre a Áustria e a Borgonha e, mais tarde, como mediador entre a Borgonha e a França. Em 1432, o "Protetor do Concílio", o duque Guilherme III da Baviera indica Guilherme para presidir às sessões. Em 1434, o duque Filipe III da Borgonha, nomeou-o seu conselheiro e como Camareiro.
Em 1437, o Duque da Áustria o nomeou-o governador das possessões dos Habsburgos em Sundgau, Alsácia e Friburgo. Como governador da Áustria Anterior, ele foi atraído para a guerra entre o imperador Frederico III e a Confederação dos VIII cantões. Após a derrota infligida pelas tropas dos Confederados ao povo de Zurique durante a batalha de St. Jakob an der Sihl, a 22 de julho de 1443, o Imperador Frederico III envia Guilherme ao rei Carlos VII da França solicitando a sua ajuda. O Rei da França enviou como reforços para Zurique, via Basileia, aproximadamente 30.000 mercenários, denominados de "Armagnacs", sob o comando do Delfim.

## Casamento e descendência

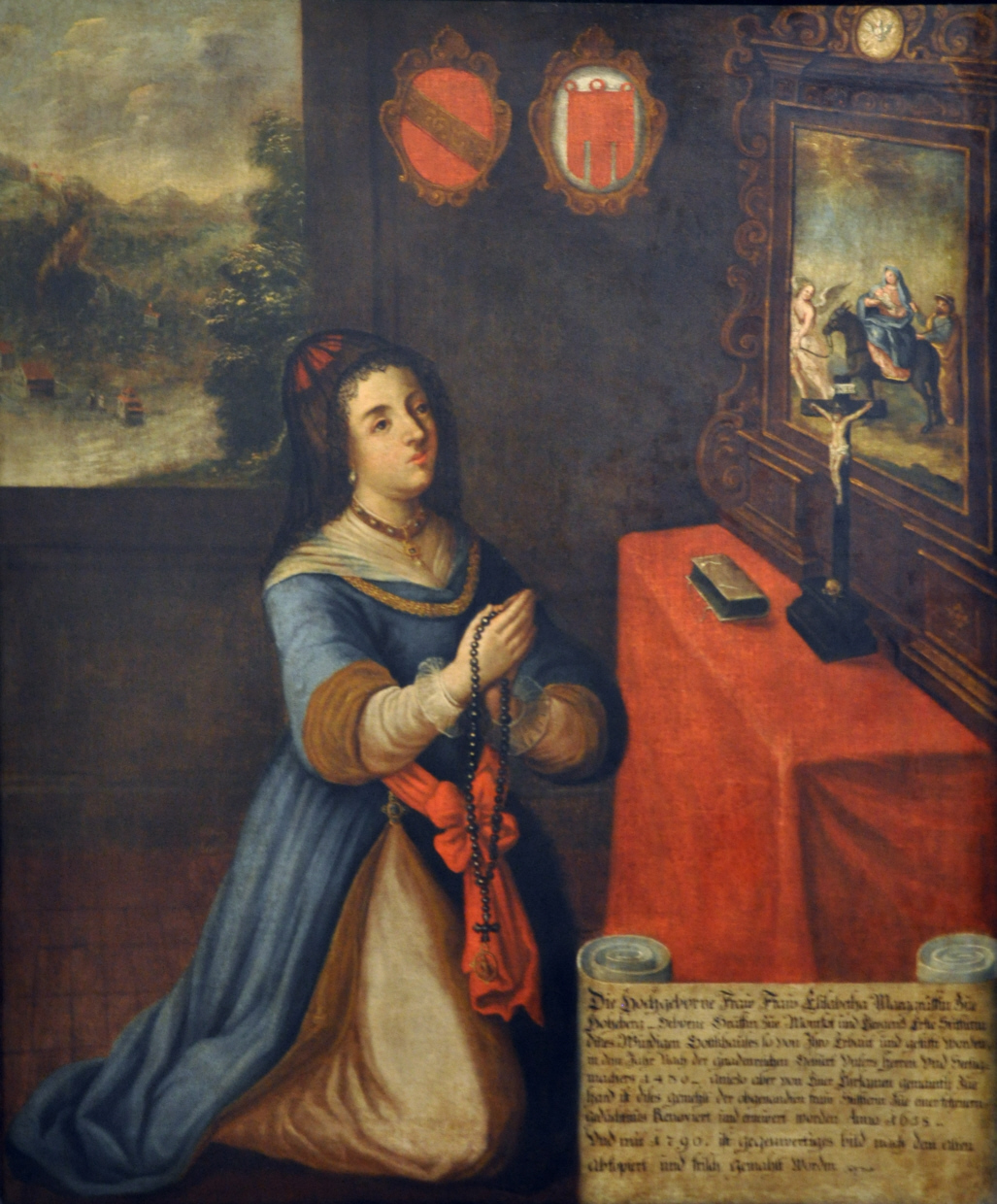
Isabel de Bregenz, protetora da Igreja de Hard.

Do seu casamento com Isabel, filha do conde Guilherme VII de Montfort-Bregenz, que acabou em divórcio em 1436, Guilherme teve três filhos: 
- Rodolfo (Rudolf) (1427-1487), que sucedeu ao pai como Marquês de Hachberg-Sausenberg conjuntamente com o irmão;
- Hugo (Hugo) († 1445), que sucedeu ao pai como Marquês de Hachberg-Sausenberg conjuntamente com o irmão;
- Úrsula (Ursula) († 1467), que casou em primeiras núpcias com Jakob Truchseß von Waldburg e, em segundas núpcias, com Ulrich von Montfort-Tettnang.